# Myriaporidae
Myriaporidae J.E. Gray, 1841 è una famiglia di briozoi dell'ordine Cheilostomatida.

## Tassonomia
Comprende i seguenti generi:
- Leieschara M.Sars, 1863
- Myriapora de Blainville, 1830
- Myriozoella Levinsen, 1909